# Masato Uchishiba
Masato Uchishiba, född den 17 juni 1978 i Kōshi, Japan, är en japansk judoutövare.
Han tog OS-guld i herrarnas halv lättvikt i samband med de olympiska judotävlingarna 2004 i Aten.
Han tog OS-guld igen i samma gren i samband med de olympiska judotävlingarna 2008 i Peking.